# Ancien birman
L’ancien birman est la forme la plus ancienne de la langue birmane, parlée du XIIe siècle au XVIe siècle et retrouvée sur des inscriptions de Pagan. Elle évolue et devient le moyen birman (en) au XVIe siècle, qui devient lui-même le birman moderne au XVIIIe siècle.